# Richard Casey, Barão Casey
Richard Gardiner Casey, Barão Casey, KG, GCMG, CH, DSO, MC, KStJ, PC (29 de agosto de 1890 – 17 de junho de 1976) foi um engenheiro, diplomata e político australiano, membro do United Australia Party, que serviu como Governador-geral da Austrália. Foi Ministro das Finanças de 1935 até 1939. Em 1940, tornou-se o primeiro embaixador australiano nos Estados Unidos. Em 1944, torna-se Governador da Bengala Britânica e, em 1949, torna-se ministro de Obras e Habitação. Em 1950, passa para a pasta encarregada de Pesquisa Científica e Industrial da Commonwealth, sendo que no ano seguinte acumula o cargo com o das Relações Exteriores. Em 1965, é nomeado 16.º Governador-geral da Austrália, cargo exercido até 1969.